# Хамрокулов, Ахтам
Ахтам Хамрокулов (род. 30 января 1988 года) — таджикский футболист, нападающий ФК «Вахш» и сборной Таджикистана.

## Карьера
С 2003 года тренируется в составе «Вахша». В 2005 году дебютирует в составе главной команды. В том же сезоне становится чемпионом и финалистом Кубка страны. Кроме того, он становится лучшим бомбардиром чемпионата, забив 12 мячей. «Вахша» получил возможность представлять Таджикистан в Кубке Президента АФК. Команда дошла до финала, где уступила киргизскому «Динамо-Дордой» в дополнительное время.
Следующие два сезона курган-тюбинцы довольствуются бронзой. Лишь в 2009 году Ахтам снова становится и лучшим бомбардиром клуба и чемпионом Таджикистана. В Кубке Президента АФК 2010 команда дошла до полуфинала, где уступила будущему победителю турнира «Яданабоуну» из Мьянмы.
Перейдя в 2011 году в «Регар-ТадАЗ» становится дважды (2011, 2012) вице-чемпионом, дважды (2011, 2012) обладателем Кубка Таджикистана и трижды (2013, 2014, 2015) финалистом Кубка.
В 2015 году становится серебряным призёром чемпионата в составе «Худжанда».
В 2016 году вернулся в «Вахш». Ахтам забил 8 голов за сезон, но команда выступила достаточно не удачно, завершив сезон на 8-м месте.

## Карьера в сборной
В 2006 году участвовал в Юношеском (U19) Кубке АФК и забил гол в ворота иранцев.
Привлекается в сборную Таджикистана. Первый раз выходил на поле ещё 22 августа 2007 года в товарищеской встрече против сборной Азербайджана. Регулярно привлекается в сборную с 2012 года, с игры против сборной Японии в рамках отборочного турнира (АФК) к чемпионату мира 2014 года.
Забил 4 гола в 25 играх.
| №  | Дата       | Место                | Противник | Соревнование                             |
| -- | ---------- | -------------------- | --------- | ---------------------------------------- |
| 1. | 29.02.2012 | Ходжент, Таджикистан | КНДР      | Чемпионат мира 2014 (отбор. турнир, АФК) |
| 2  | 9.03.2012  | Катманду, Непал      | Индия     | Кубок вызова АФК 2012                    |
| 3  | 14.08.2013 | Ходжент, Таджикистан | Индия     | Тов.матч                                 |
| 4  | 31.03.2015 | Душанбе, Таджикистан | Сирия     | Тов. матч                                |